# Physcius mrazi
Physcius mrazi is een keversoort uit de familie Mycteridae. De wetenschappelijke naam van de soort is voor het eerst geldig gepubliceerd in 1928 door Pic.